# 藤花
藤花是中国传说中的植物，外形像菱菜。早上是紫色，中午是绿色，下午是黄色，傍晚是青色，晚上是红色，有五种颜色。

## 相關
- 中國妖怪列表